# Lailapas Club de fútbol
Lailapas Club de fútbol (griego:  Αθλητικός Ποδοσφαιρικός Σύλλογος Λαίλαπας: traducido Athlitikos Podosfairikos Syllogos Lailapas) es un club de fútbol griego local de Chios, Grecia actualmente compitiendo en la cuarta división de fútbol en griego: Αθλητικός Ποδοσφαιρικός Σύλλογος Λαίλαπας. El equipo juega sus partidos en casa en el Fafalion Stadium de Vrontados.

## Historia
Siendo originalmente fundado en 1925, es uno de los equipos más antiguos y anteriormente uno de los más competitivos. Su periodo de éxito más grande fue durante las décadas de 1920, 1930 y 1940, tiempo en el que ganaría un gran número de títulos. El club fue determinante en la reconciliación de los clubes griegos y turcos después de la Greco greco-turca de 1919.
En el período posguerra, experimentó un período de problemas por dificultades financieras y fue forzado a descender a la segunda división en los años 50. El club ha sido refundado en 2 ocasiones desde entonces, más recientemente en 2009.